# Kimberly, Wisconsin
Kimberly là một làng thuộc quận Outagamie, tiểu bang Wisconsin, Hoa Kỳ. Năm 2006, dân số của làng này là 6146 người.